# O Dia do Senhor
Este artigo trata do termo escatológico "O Dia do Senhor"; ver, também "Dia do Senhor", como  termo cristão termo para "domingo".

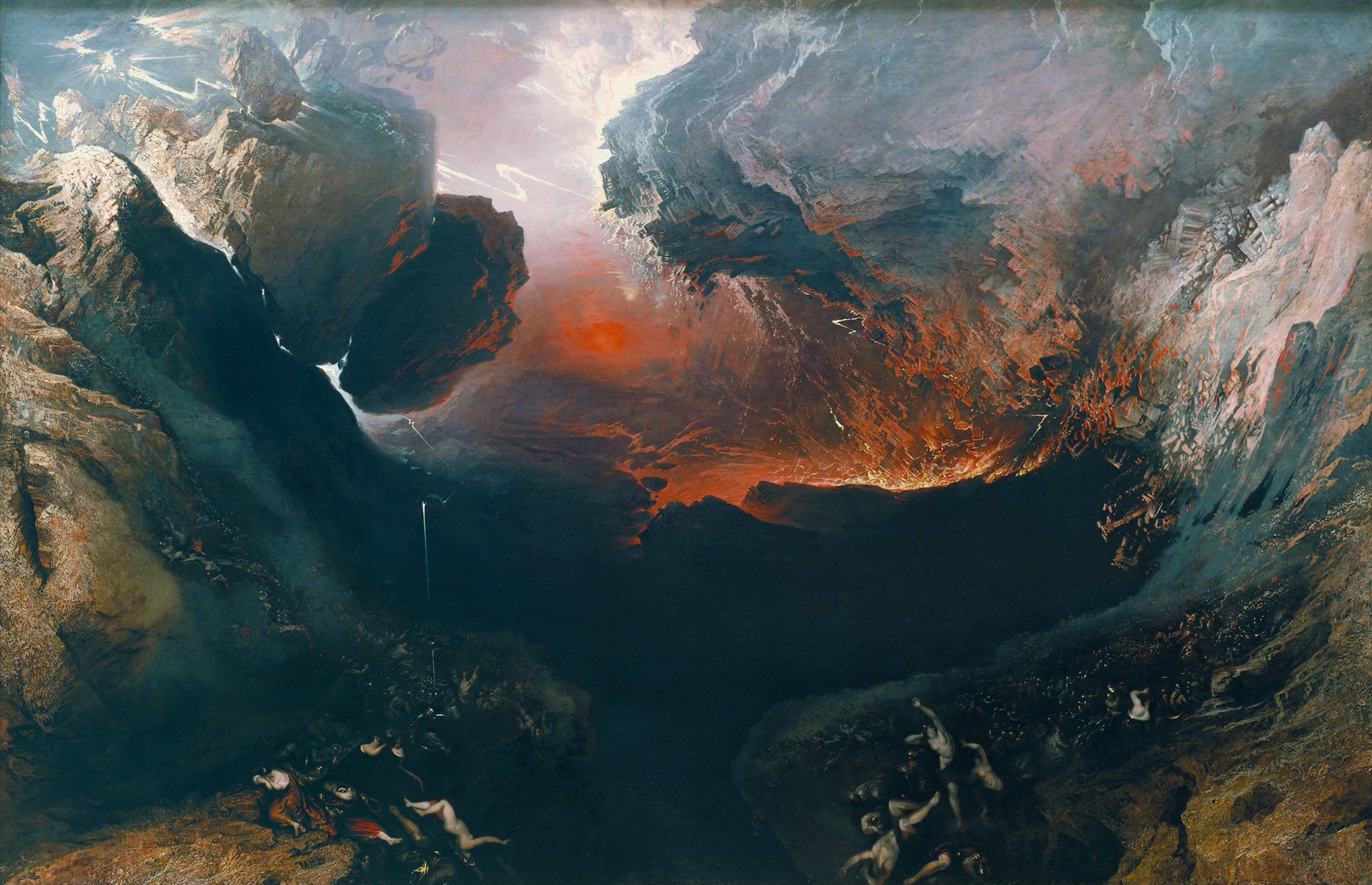
O Fim do Mundo, também conhecido como O Grande Dia da Sua Ira por John Martin.

"O Dia do Senhor" é um termo bíblico e o tema presente na Bíblia hebraica (יֹום יְהוָה) e no Novo Testamento (ἡμέρα κυρίου), como em "O sol tornar-se-á em trevas, e a lua em sangue, antes do grande e terrível dia do SENHOR vir" (Joel 2:31), citado em Atos dos Apóstolos 2:20.
Na Bíblia hebraica, o significado das frases refere-se a eventos temporais, tais como a invasão de um exército estrangeiro, a captura de uma cidade e o sofrimento que sucede aos habitantes. Isso aparece, também, muito no segundo capítulo de Isaías.
No Novo Testamento, o "dia do Senhor" pode também referir-se a tempos do próprio escritor, ou pode se referir a eventos previstos em uma era mais avançada da história da terra, incluindo o Juízo Final (2 Coríntios 1:14) e Judas 1:6) e o Mundo vindouro.  A expressão pode, ainda, num amplo contexto, referir-se tanto a primeira e a segunda vinda de Jesus Cristo.

## Uso na Bíblia hebraica
Esse termo foi usado pela primeira vez por Isaías e, posteriormente, incorporado nos textos da literatura apocalíptica e profética da Bíblia. Ele se reporta a imagens militares, para descrever o Senhor como um "guerreiro divino", que vai conquistar seus inimigos. Em certos textos proféticos da Bíblia hebraica, os inimigos do Senhor são os inimigos de Israel, e em uma dessas visões, o Dia do Senhor traz vitória para o povo do antigo Israel. Outros profetas usam essa imagem como um aviso, para Israel ou seus líderes e para eles, que o Dia do Senhor significará destruição das nações bíblicas de Israel e/ou Judá. Esse conceito desenvolve-se nas Escrituras judaica e cristã, como um dia de julgamento apocalíptico e divino, precisamente no fim do mundo.
No cânone bíblico, a primeira, a utilização direta da frase está em Isaías 2: "Porque o Dia do Senhor dos Exércitos será contra todo o soberbo e altivo, e contra todo o que se exalta; e ele será humilhado" (Isaías 2:12). Outro uso precoce da frase está em Amós 5:18–20. Wright sugere que a frase já era um padrão, e os ouvintes de Amós entendê-la-iam como "o dia quando Yahweh interviria para colocar Israel como cabeça das nações, a despeito da frágil fidelidade de Israel a Ele." Ainda assim, Amós declara: "Ai de vós, que ansiais pelo Dia do Senhor! Por que desejais o Dia do Senhor? Esse dia será de trevas, não de luz" (Amós 5:18). Porque Israel tinha pecado, Deus vem em julgamento sobre eles. Assim, o "Dia do Senhor" significa a correção de Deus sobre o seu povo, seja através da invasão babilônica de Jerusalém, ou uma praga de gafanhotos, descrita em Livro de Joel 2:1–11. Ainda assim, Livro de Joel 2:32 detém a promessa de que, no Dia do Senhor, "todo aquele que invocar o nome do Senhor será salvo."
Uma referência a um dia específico como sendo "O Dia do Senhor" é encontrada também no Livro de Daniel (Daniel 12:12), "bem-aventurado o que espera e chega até 1.335 dias."

## Uso no Novo Testamento
Esta promessa também é encontrada no Novo Testamento, quando Joel 2:28–32 é citado em Atos 2:17–21. A expressão também é usada em 1 Tessalonicenses 5:2, para se referir tanto ao Arrebatamento da Igreja como ao Retorno Glorioso de Jesus.
A frase alude a um julgamento para a recompensa eterna em 2 Coríntios 1:14, que diz "somos a vossa glória, como também vós sereis a nossa no Dia do Senhor Jesus".
O Livro de Apocalipse descreve o Dia do Senhor como um tempo apocalíptico da Ira de Deus Todo-Poderoso, que vem sobre aqueles que são considerados ímpios. O texto retrata cada homem escondido nas rochas das montanhas durante um grande terremoto para tentar esconder da Ira de Deus, enquanto fenômenos celestes tornam a lua em vermelho de sangue e o sol escuro (Apocalipse 6:12–17). Esses fenômenos celestes são também mencionados em Joel 2:31, que prediz a mesma ordem precisa dos eventos mencionados em Apocalipse: A lua torna-se em vermelho de sangue e o sol fica escuro antes do grande Dia do Senhor Joel 2:31. E Mateus 24:29–31 menciona o mesmo evento, mas é ele que coloca o fenômeno celeste como após a "tribulação daqueles dias". Já em Mateus 24:29–31, de acordo com essas passagens parece que o Dia do Senhor é um evento intimamente ligado com a Vinda do Messias para julgar o mundo.
Segundo 2 Pedro 3:8–10: 8 Mas, amados, não vos esqueçais de uma coisa, que um dia para o Senhor é como mil anos, e mil anos como um dia. 9 O Senhor não retarda a [Sua] promessa, como alguns a têm por tardia, mas é muito sofrimento para conosco, não querendo que ninguém pereça, mas que todos se arrependam. 10 Mas "O Dia do Senhor" virá como o ladrão de noite; no qual os céus passarão com grande estrondo, e os elementos, ardendo, se desfarão, a terra e as obras que nela há, se queimarão.

### "Dia do Senhor",dia de adoração cristã
Meredith Kline, equipara "O Dia do Senhor ao "Dia do Senhor", que é normalmente tomado para se referir dia de descanso semanal para os cristãos. Kline, entretanto, diz que o "O Dia do Senhor"  em Apocalipse 1:10, não é o primeiro dia da semana, mas é à "já consumada Entronização Celestial do Senhor Jesus."